# 平田幸夫
平田 幸夫（ひらた ゆきお）は、元アマチュア野球選手である。ポジションは投手。

## 来歴・人物
享栄高等学校では柴垣旭延監督の下、藤王康晴らとともに活躍。卒業後は、中央大学を経て、後に河合楽器に入部。
1988年には、第59回都市対抗野球で野茂英雄と共に若獅子賞を受賞。2000年には柳川高等学校野球部の監督に就任し、後に母校の中央大学でコーチを務めた。